# 玛丽·斯文松
玛丽·斯文松（瑞典語：Marie Svensson，1967年8月9日—），瑞典前女子乒乓球运动员。她曾获得1994年欧洲乒乓球锦标赛女子单打冠军。她也曾参加1992年、1996年和2000年三届奥林匹克运动会。